# Ejido San Lorenzo, Michoacán de Ocampo
Ejido San Lorenzo är en ort i Mexiko.   Den ligger i kommunen Tlalpujahua och delstaten Michoacán de Ocampo, i den sydöstra delen av landet, 120 km väster om huvudstaden Mexico City. Ejido San Lorenzo ligger 2 719 meter över havet och antalet invånare är 205.
Terrängen runt Ejido San Lorenzo är kuperad. Runt Ejido San Lorenzo är det ganska tätbefolkat, med 179 invånare per kvadratkilometer. Närmaste större samhälle är El Oro de Hidalgo, 6,1 km nordost om Ejido San Lorenzo. Trakten runt Ejido San Lorenzo består till största delen av jordbruksmark.